# Roche d'Oëtre

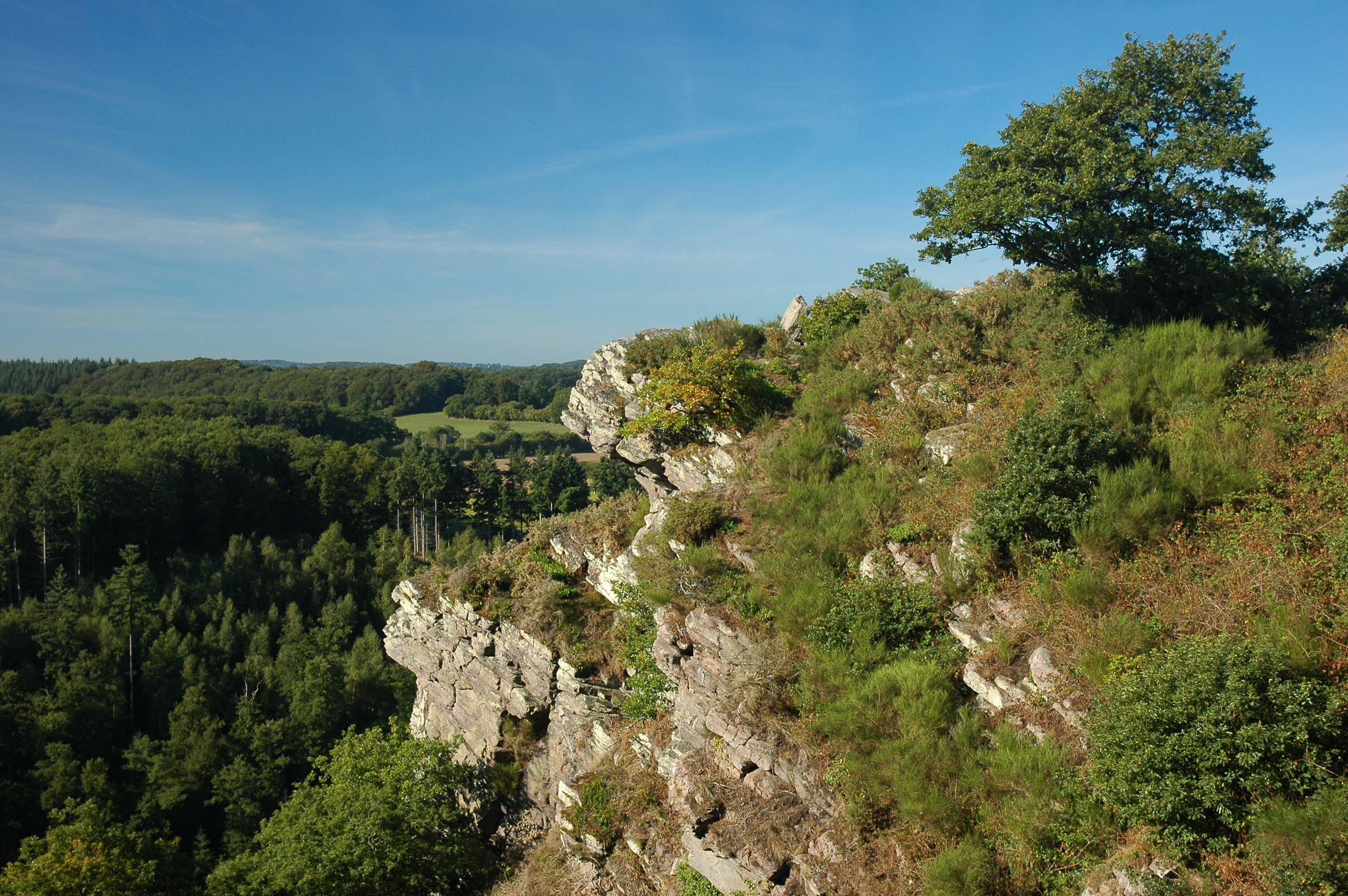
Le site de la Roche d'Oëtre.

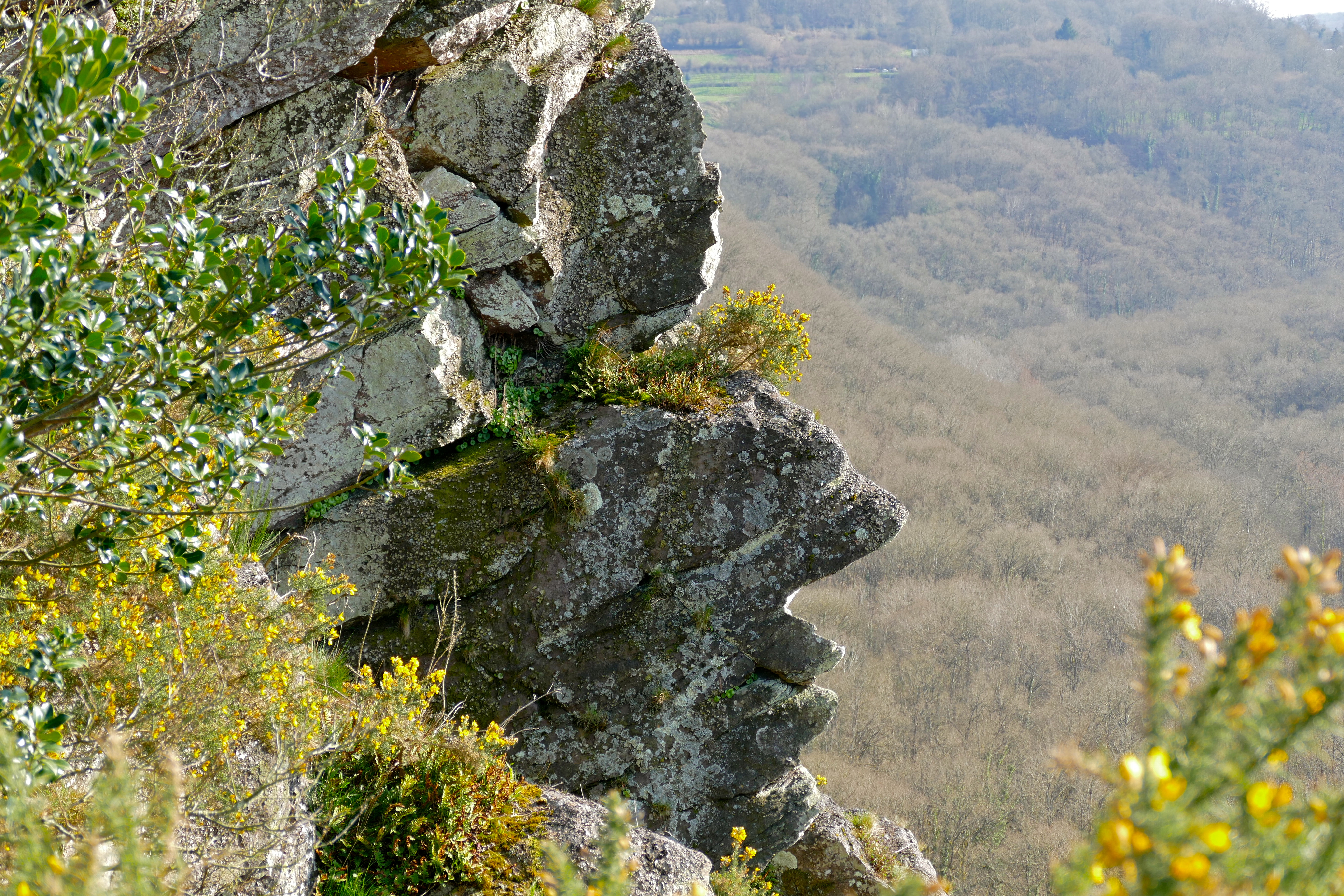
La Roche d’Oëtre avec ses rochers dessinant le profil droit d'un visage humain.

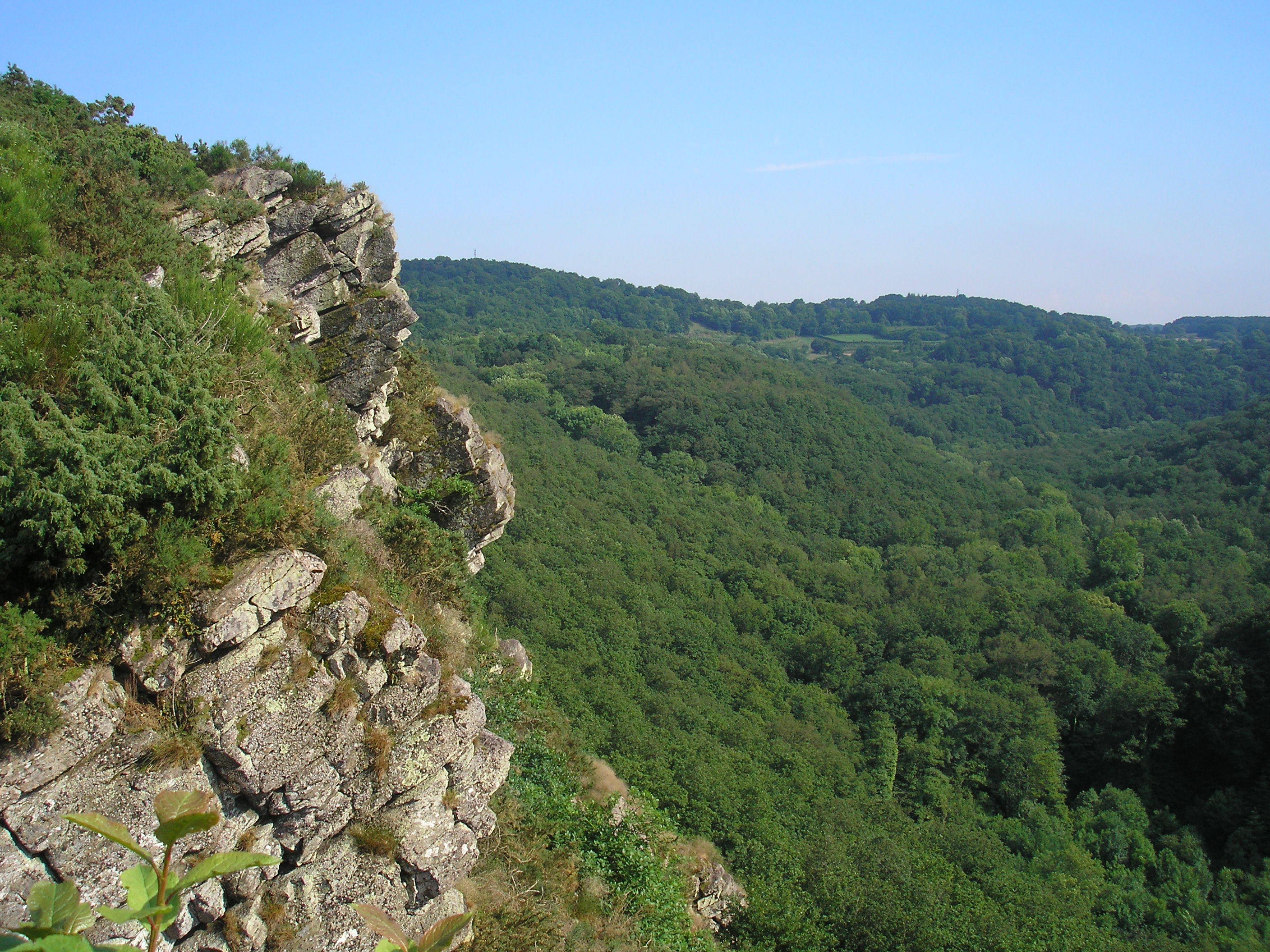
Le site de la Roche d'Oëtre.

La Roche d'Oëtre (prononcer /wuɛtʁ/) est un promontoire rocheux situé en plein cœur de la Suisse normande, à Saint-Philbert-sur-Orne. C'est l'un des belvédères naturels de l'Ouest de la France classé espace naturel sensible.

## Localisation
La Roche d'Oëtre est située en plein cœur de la Suisse normande, sur la commune de Saint-Philbert-sur-Orne, dans le département de l'Orne, non loin de la limite départementale du Calvados. Elle s'élève presque à égale distance de Thury-Harcourt et d'Écouché.

## Géologie et mise en valeur
La notoriété du site tient à son caractère insolite dans une région de collines et de bocages. En effet, ils laissent ici la place à un précipice abrupt de 118 mètres de dénivelé, peu commun en Normandie, voire dans le Massif armoricain. 
Ce belvédère naturel domine les gorges boisées de la Rouvre, un torrent capricieux qui coule en contrebas et que l'on peut rejoindre par un sentier escarpé garni de marches rustiques et inégales. Les gorges de la Rouvre sont relativement bien préservées des dommages engendrés par l'activité humaine car elles sont difficiles d'accès et se trouvent aussi dans un département rural soumis à une faible pression démographique et relativement épargné par le tourisme de masse, si l'on compare avec le département côtier du Calvados voisin par exemple. Elles constituent ainsi une réserve idéale pour la faune, la flore des landes et des taillis. L'ensemble du site abrite de nombreuses espèces animales et végétales peu communes sur le territoire : la spergule printanière (petite fleur blanche), le lézard vert et plusieurs espèces de lichens des escarpements. Celles-ci sont d'ailleurs très sensibles au piétinement. C'est la raison pour laquelle les visiteurs doivent respecter le balisage des sentiers. Le site a donc été classé « espace naturel sensible » (ENS) du département de l'Orne en vue de réguler l'activité touristique en fonction des nécessités liées à la protection de l'environnement.
Lorsqu'on arrive sur le sommet de la Roche, face au précipice, il faut aller vers la droite sur 15 ou 20 mètres. Là, en regardant sur la gauche, on découvre alors la paréidolie qui fait la particularité du site : le rocher principal évoque un visage vu de profil. Les environs ont servi de lieu de refuge naturel aux hors-la-loi de toutes sortes : la grotte de la « Chambre aux fées » était une des cachettes les plus sûres des chouans et des brigands de grand chemin.
Par ailleurs, la Roche d'Oëtre rappelle qu'une partie de la Basse-Normandie est armoricaine, à savoir sa moitié ouest. En effet, le massif armoricain ne s'arrête pas aux limites de la Bretagne, ni au nord des Pays de la Loire, régions voisines, mais se prolonge sur le département de la Manche, le sud-ouest du Calvados et l'ouest de l'Orne. La Suisse normande, au centre de laquelle se situe la Roche d'Oëtre, se trouve ainsi à l'extrémité est du massif armoricain.
Au sommet du site, à 30 ou 40 mètres du bord, un bâtiment en bois, appelé le pavillon de la Roche d'Oëtre, offre aux visiteurs de nouveaux services depuis le mois de mai 2006 : point d'information régional touristique, galerie d'exposition, librairie, boutique et bar-restaurant.

## Toponymie
Simplement signalé par le mot Roche sur la carte de Guillaume Le Vasseur en 1667, le nom de la Roche d'Oëtre est mentionné sous les formes Roche Doüestre en 1720, Roche d'Oëtre en 1830, la Roche d'Oëtre en 1825/1866, Roches d'Oêtre en 1954, les Roches d'Oëtre en 2007, et Roches d'Oëtre en 2017.
Le site est contigu à deux hameaux également appelés Oëtre, l'un au nord-est (le Doixtre 1753/1785, Oëtre 1830, 1835/1845, l'Oêtre 1954, Oëtre 2017) à Saint-Philbert-sur-Orne, et l'autre au sud-est (Touetre 1736, Douetre 1753/1785, Oître 1825/1866, Oëtre 1954, 2017) de la Roche proprement dite, sur la commune contiguë de Bréel.
À l'exception de quelques interprétations fantaisistes, ce nom n'a reçu jusqu'à présent aucune explication de la part des spécialistes. Il est vraisemblablement en relation avec ce site remarquable, et l'un des étymons les plus plausibles pourrait être l'élément gaulois *ux(s)- « hauteur », suivi d'un autre (suffixe ?), atone et indéterminé (*ux(s)tĕros ?). Le premier élément est présent par exemple dans les noms d'Oisème et d'Ouessant ; cependant, le nom d'Oëtre est toujours absent des ouvrages les plus récents sur le sujet.

## Quatre randonnées à la Roche d'Oëtre

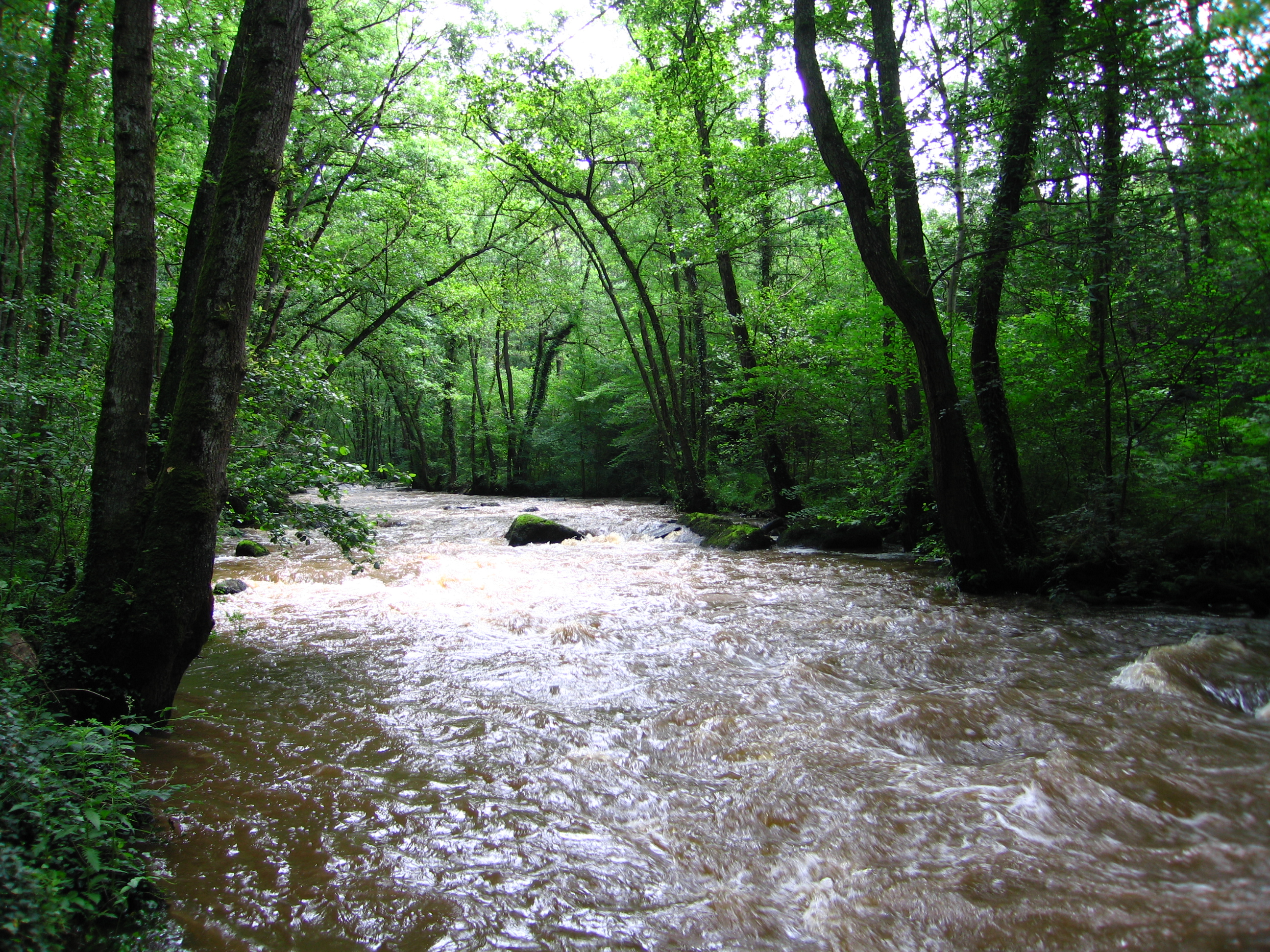
La Rouvre au pied de la Roche d'Oëtre.

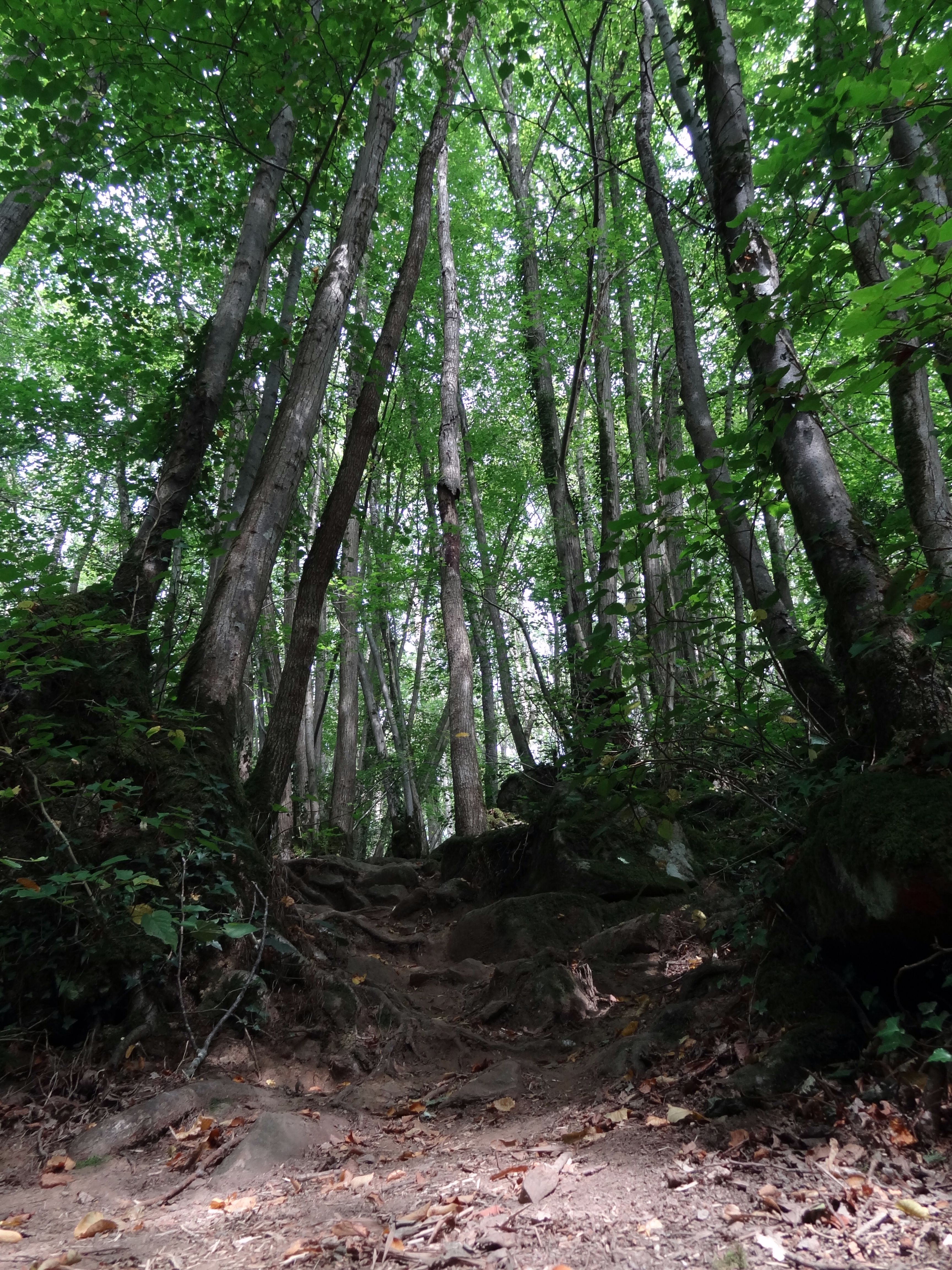
Le Sentier des gorges à la Roche d'Oëtre.

La Roche d'Oëtre est également propice aux randonnées, car huit sentiers pédestres partent directement du site. Parmi ceux-ci, quatre présentent un intérêt particulier :
- Le Sentier des corniches, d'une longueur de 600 m (15 min). Au départ de l’Espace muséographique, on emprunte les sentiers du belvédère, jusqu'à la route D 329 qui va vers Bréel. Là on tourne à gauche pour revenir vers l'Espace muséographique.
- Le Sentier des gorges, d'une longueur de 2,5 km et d'une dénivelée de 120 m (45 min). En sortant de l’Espace muséographique, on se dirige vers la droite, puis on s'engage dans le sentier qui descend vers la Rouvre. Arrivé au torrent, on tourne à droite et on longe le cours d'eau. Le sentier forme une boucle en remontant puis en revenant vers l'Espace muséographique. Ce parcours est utilisé dans le cadre des visites guidées du site organisées par le Conseil général de l'Orne et réalisées par le CPIE des Collines normandes.
- Le Sentier des méandres, d'une longueur de 6 km et d'une dénivelée de 95 m (2 h). En quittant la Roche d'Oëtre, on prend ce sentier pour aller vers le nord-ouest, en direction des méandres de Rouvrou. Le chemin dessine une boucle autour de la Rouvre, puis on revient vers la Roche par le même sentier. Corniche des Gardes, flore des rochers et du bocage, habitat en schiste jalonnent ce sentier autour des boucles de la Rouvre.
- Le Sentier du granite, d'une longueur de 9 km et d'une dénivelée de 120 m (3 h). Alors que les trois autres sentiers sont praticables en toutes saisons, le Sentier du granite, qui longe la Rouvre, des Roches d'Oëtre jusqu'à la Maison de la Rivière près du pont de Ségrie, soit sur près de la moitié du parcours, n'est pas autorisé d'octobre à février inclus, pour des raisons de crues et de pratique de chasse. Blocs moussus et petites plages de sable (arène), chaos rocheux, boules, murets de pierres sèches et maisons traditionnelles émaillent cette excursion au cœur du bocage. Il est possible de visiter gratuitement la Maison du Paysage (café nature, expositions) et la Maison de la Rivière (expositions sur l'eau et les milieux aquatiques), à la sortie des gorges de la Rouvre.

Les itinéraires proposés par les collectivités (communauté de communes du Bocage d'Athis, conseil général de l'Orne) empruntent des sentiers en majorité publics, mais également privés. Il faut donc impérativement respecter les propriétés traversées ainsi que les espaces publics, ne pas faire de feu et ne pas laisser de déchet sur place.

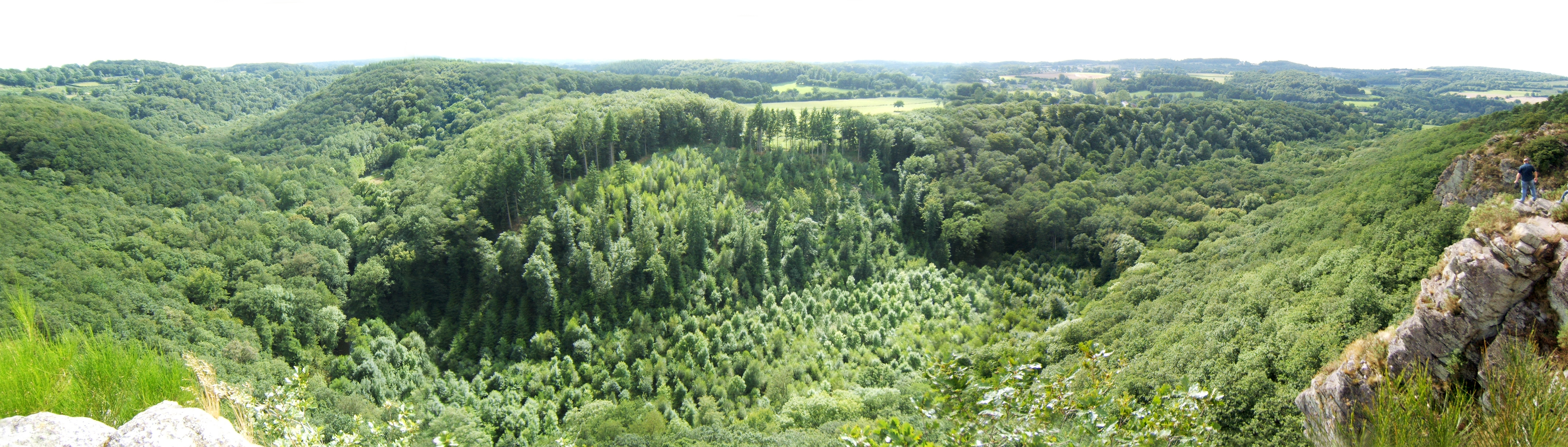
Panorama des gorges de la Rouvre, depuis la Roche d'Oëtre.

## Orne Aventure
Le parc accrobranche Orne Aventure est installé dans le bois à proximité de la Roche d'Oëtre, quelques mètres plus à l'est, regroupe plus de 100 jeux sur 9 parcours de difficultés croissantes, dans un cadre classé espace naturel sensible. Il est entièrement équipé en ligne de vie continue, et est accessible dès l'âge de 3 ans avec un parcours simple, jusqu'au parcours extrême.